# Gruča
Gruča este o localitate din comuna Šentjernej, Slovenia, cu o populație de 58 de locuitori.